# U-158 (tàu ngầm Đức) (1941)
U-158 là một tàu ngầm tấn công  Lớp Type IX thuộc phân lớp Type IXC được Hải quân Đức Quốc Xã chế tạo trong Chiến tranh Thế giới thứ hai. Nhập biên chế năm 1941, nó chỉ thực hiện được hai chuyến tuần tra nhưng đã đánh chìm 17 tàu buôn với tổng tải trọng 101.321 GRT, đồng thời gây hư hại thêm hai tàu buôn khác với tổng tải trọng 15.264 GRT. Trong chuyến tuần tra cuối cùng, U-158 bị một thủy phi cơ PBM Mariner của Hải quân Hoa Kỳ thả mìn sâu đánh chìm trong Đại Tây Dương về phía Tây quần đảo Bermuda vào ngày 30 tháng 6, 1942.

## Thiết kế và chế tạo

### Thiết kế
Thiết kế của tàu ngầm Type IXC có kích thước hơi nhỉnh hơn so với phân lớp Type IXB dẫn trước. Chúng có trọng lượng choán nước 1.120 t (1.100 tấn Anh) khi nổi và 1.232 t (1.213 tấn Anh) khi lặn. Con tàu có chiều dài chung 76,76 m (251 ft 10 in), lớp vỏ trong chịu áp lực dài 58,75 m (192 ft 9 in), mạn tàu rộng 6,76 m (22 ft 2 in), chiều cao 9,60 m (31 ft 6 in) và mớn nước 4,70 m (15 ft 5 in).
Chúng trang bị hai động cơ diesel MAN M 9 V 40/46 siêu tăng áp 9-xy lanh 4 thì, tổng công suất 4.400 PS (3.200 kW; 4.300 bhp), dẫn động hai trục chân vịt đường kính 1,92 m (6,3 ft), cho phép đạt tốc độ tối đa 18,3 kn (33,9 km/h), và tầm hoạt động tối đa 13.450 nmi (24.910 km) khi đi tốc độ đường trường 10 kn (19 km/h). Khi đi ngầm dưới nước, chúng sử dụng hai động cơ/máy phát điện Siemens-Schuckert 2 GU 345/34 tổng công suất 1.000 PS (740 kW; 990 shp). Tốc độ tối đa khi lặn là 7,3 kn (13,5 km/h), và tầm hoạt động 63 nmi (117 km) ở tốc độ 4 kn (7,4 km/h). Con tàu có khả năng lặn sâu đến 230 m (750 ft).
Vũ khí trang bị có sáu ống phóng ngư lôi 53,3 cm (21 in), bao gồm bốn ống trước mũi và hai ống phía đuôi, và mang theo tổng cộng 22 quả ngư lôi 53,3 cm (21 in). Tàu ngầm Type IX trang bị một hải pháo 10,5 cm (4,1 in) SK C/32 với 110 quả đạn, một pháo phòng không 3,7 cm (1,5 in) SK C/30 và hai pháo phòng không 2 cm (0,79 in) C/30. Thủy thủ đoàn bao gồm 4 sĩ quan và 44 thủy thủ.

### Chế tạo
U-158 được đặt hàng vào ngày 25 tháng 9, 1939, và được đặt lườn tại xưởng tàu AG Weser của hãng DeSchiMAG ở Bremen vào ngày 1 tháng 11, 1940. Nó được hạ thủy vào ngày 21 tháng 6, 1941, và nhập biên chế cùng Hải quân Đức Quốc Xã vào ngày 25 tháng 9, 1941 dưới quyền chỉ huy của Hạm trưởng, Đại úy Hải quân Erwin Rostin.

## Lịch sử hoạt động
Sau khi hoàn tất việc chạy thử máy và huấn luyện trong thành phần Chi hạm đội U-boat 4, U-158 được điều sang Chi hạm đội U-boat 2 từ ngày 1 tháng 2, 1942 để hoạt động trên tuyến đầu cho đến khi bị mất.

### Chuyến tuần tra thứ nhất
Sau khi di chuyển từ cảng Wilhelmshaven, Đức đến Helgoland (còn được gọi là Heligoland) vào đầu tháng 2, 1942, U-158 xuất phát từ đây vào ngày 7 tháng 2 cho chuyến tuần tra đầu tiên trong chiến tranh. Nó tiến ra Bắc Hải, rồi băng qua khe GI-UK giữa các quần đảo Shetland và Faroe để vòng qua quần đảo Anh, và hoạt động tại vùng biển Bắc Đại Tây Dương về phía Đông Nam Newfoundland, Canada, trong khuôn khổ Chiến dịch Paukenschlag (tiếng Anh: Chiến dịch Drumbeat).
Vào ngày 24 tháng 2, nó phóng ngư lôi tấn công Đoàn tàu ONS-67 ở vị trí khoảng 420 nmi (780 km; 480 mi) về phía Đông Nam đảo St. John's, đánh chìm được tàu chở dầu Anh Empire Celt 8.032 GRT, đồng thời gây hư hại cho chiếc tàu chở dầu Anh Diloma 8.146 GRT. Sau đó chiếc U-boat di chuyển dọc theo vùng bờ Đông Hoa Kỳ, nơi nó lần lượt đánh chìm tàu chở dầu Na Uy Finnager 9.551 GRT vào ngày 1 tháng 3; tàu buôn Hoa Kỳ Caribsea 2.609 GRT vào ngày 11 tháng 3; tàu chở dầu Hoa Kỳ John D. Gill 11.641 GRT hai ngày sau đó; tàu chở dầu Hoa Kỳ Ario 6.952 GRT vào ngày 15 tháng 3; đồng thời gây hư hại cho cho chiếc tàu chở dầu Hoa Kỳ Olean 7.118 GRT cùng vào ngày hôm đó. U-158 kết thúc chuyến tuần tra tại cảng Lorient bên bờ Đại Tây Dương của Pháp đã bị Đức chiếm đóng vào ngày 31 tháng 3.

### Chuyến tuần tra thứ hai – Bị mất
U-158 khởi hành từ cảng Lorient vào ngày 4 tháng 5 cho chuyến tuần tra thứ hai, cũng là chuyến cuối cùng, và đã vượt suốt Đại Tây Dương để tiếp tục tiến hành Chiến dịch Paukenschlag trong các vùng biển Caribe và vịnh Mexico.
Vào ngày 20 tháng 5, nó phóng ngư lôi đánh chìm chiếc tàu chở dầu Anh Darina 8.113 GRT, vốn bị tách khỏi đoàn tàu ON-93, ở vị trí khoảng 500 nmi (930 km) về phía Đông Nam Bermuda; rồi chỉ hai ngày sau đó đến lượt chiếc tàu buôn Canada Frank B. Baird 1.748 GRT bị đánh chìm tại khu vực lân cận. Đến ngày 2 tháng 6, U-158 đánh chìm chiếc tàu buôn Hoa Kỳ Knoxville City 5.686 GRT ở vị trí khoảng 50 nmi (93 km) về phía Đông Nam mũi Corrientes, Cuba. Chiếc tàu buôn Na Uy Nidarnes 2.647 GRT bị U-158 đánh chìm trong eo biển Yucatán vào ngày 4 tháng 6; và sang ngày hôm sau đến phiên tàu buôn Hoa Kỳ Velma Lykes 2.572 GRT bị đánh chìm cùng trong eo biển Yucatán.
Vào ngày 7 tháng 6, U-158 phóng ngư lôi đánh chìm tàu buôn Panama Hermis 5.234 GRT ở vị trí về phía Bắc mũi Corrientes, Cuba; rồi đến ngày 11 tháng 6, tàu chở dầu Panama Sheherazade 13.467 GRT bị đánh chìm về phía Nam New Orleans, Louisiana. Sang ngày hôm sau, tàu chở dầu Hoa Kỳ Cities Service Toledo 8.192 GRT bị đánh chìm ở phía Nam đảo Marsh, Louisiana. Cùng trong ngày 17 tháng 6, tàu buôn Panama San Blas 3.601 GRT và tàu chở dầu Na Uy Moira 1.560 GRT bị U-158 đánh chìm ngoài khơi Corpus Christi, Texas. Đến ngày 23 tháng 6, tàu buôn Hoa Kỳ Major General Henry Gibbins 5.766 GRT bị đánh chìm ở vị trí khoảng 375 nmi (694 km) về phía Tây Key West, Florida.
Vào ngày 29 tháng 6, ở vị trí khoảng 360 nmi (670 km) về phía Tây Nam quần đảo Bermuda, U-158 đã dùng hải pháo đánh chìm chiếc tàu buôn Litva Everalda 3.950 GRT. Chiếc U-boat bắt giữ hạm trưởng và một thủy thủ của Everalda như tù binh chiến tranh, và tịch thu được bảng mật mã cùng nhiều tài liệu mật, nên đã gửi một bức điện dài nêu chi tiết những tài liệu này về Bộ Tổng chỉ huy U-boat Đức vào ngày hôm sau 30 tháng 6. Tuy nhiên hoạt động này đã giúp các trạm vô tuyến Hoa Kỳ định vị được tọa độ chiếc tàu ngầm đối phương.
Một thủy phi cơ PBM Mariner thuộc Liên đội VP-74 Hải quân Hoa Kỳ đang tuần tra chống tàu ngầm tại khu vực Bermuda được phái đến địa điểm nghi ngờ. Chiếc PBM Mariner phát hiện tín hiệu radar của U-158, và tiếp cận mục tiêu sau các đám mây và theo hướng mặt trời, nên đã hoàn toàn gây bất ngờ cho đối phương. Hai quả mìn sâu ném trúng đích đã đánh chìm U-158 trong Đại Tây Dương về phía Tây quần đảo Bermuda, tại tọa độ 32°50′B 67°28′T / 32,833°B 67,467°T. Toàn bộ 54 thành viên thủy thủ đoàn của chiếc U-boat cùng hai tù binh của Everalda đều đã thiệt mạng.

### Tóm tắt chiến công
U-158 đã đánh chìm được 17 tàu buôn với tổng tải trọng 101.321 GRT, đồng thời gây hư hại thêm hai tàu buôn khác với tổng tải trọng 15.264 GRT:
| Ngày             | Tên tàu                     | Quốc tịch       | Tải trọng | Số phận      |
| ---------------- | --------------------------- | --------------- | --------- | ------------ |
| 24 tháng 2, 1942 | Diloma                      | United Kingdom  | 8.146     | Bị hư hại    |
| 24 tháng 2, 1942 | Empire Celt                 | United Kingdom  | 8.032     | Bị đánh chìm |
| 1 tháng 3, 1942  | Finnager                    | Norway          | 9.551     | Bị đánh chìm |
| 11 tháng 3, 1942 | Caribsea                    | United States   | 2.609     | Bị đánh chìm |
| 13 tháng 3, 1942 | John D. Gill                | United States   | 11.641    | Bị đánh chìm |
| 15 tháng 3, 1942 | Ario                        | United States   | 6.952     | Bị đánh chìm |
| 15 tháng 3, 1942 | Olean                       | United States   | 7.118     | Bị hư hại    |
| 20 tháng 5, 1942 | Darina                      | United Kingdom  | 8.113     | Bị đánh chìm |
| 22 tháng 5, 1942 | Frank D. Baird              | Canada          | 1.748     | Bị đánh chìm |
| 2 tháng 6, 1942  | Knoxville City              | United States   | 5.686     | Bị đánh chìm |
| 4 tháng 6, 1942  | Nidarnes                    | Norway          | 2.647     | Bị đánh chìm |
| 5 tháng 6, 1942  | Velma Lykes                 | United States   | 2.572     | Bị đánh chìm |
| 7 tháng 6, 1942  | Hermis                      | Panama          | 5.234     | Bị đánh chìm |
| 11 tháng 6, 1942 | Sheherazade                 | Panama          | 13.467    | Bị đánh chìm |
| 12 tháng 6, 1942 | Cities Service Toledo       | United States   | 8.192     | Bị đánh chìm |
| 17 tháng 6, 1942 | Moira                       | Norway          | 1.560     | Bị đánh chìm |
| 17 tháng 6, 1942 | San Blas                    | Panama          | 3.601     | Bị đánh chìm |
| 23 tháng 6, 1942 | Major General Henry Gibbins | Hải quân Hoa Kỳ | 5.766     | Bị đánh chìm |
| 29 tháng 6, 1942 | Everalda                    | Latvia          | 3.950     | Bị đánh chìm |